# 青山穰
青山穰（日语：／ Aoyama Yutaka，1965年1月30日—）是日本男性聲優。愛知縣出生。日本大學藝術學部演劇學科畢業。

## 出演作品

### 電視動畫
- BLEACH 死神（伊江村八十千和）
- 忍者亂太郎（虎若之父、伊助之父）
- 烘焙王（影子・懷特）
- 火影忍者（モヤ忍アニキ）
- 火影忍者-疾風傳（サソリ（ヒルコ））
- 南方四賤客（マンソン）
- 銀魂（岡田似藏）
- 櫻桃小丸子（老人A）
- 名偵探柯南（山本航一）

1999年
- GTO（太垣）
- ∀鋼彈（作業長）

2000年
- 學校怪談（坂田老師）

2002年
- 灰羽聯盟（時計屋的親方）

2003年
- 奇諾之旅（船伕）
- 偵探學園Q（遠山金三郎）
- PEACE MAKER鐵（陰陽師·布琉部神實）

2004年
- 極道鮮師（理事長）
- 殺戮都市（JJ）
- MONSTER（醫生）

2005年
- 光速蒙面俠（師匠）

2006年
- 偶像宣言（旁白）
- 我們這一家（刑警）
- 銀河鐵道物語～永遠的分歧點～（盧瑟福特）
- 玻璃艦隊（コンラッド）

2007年
- 地球防衛少年（神岡署長）
- 藍龍 天界七龍（舒密特）
- 魔人偵探腦嚙涅羅（トガシ）
- DARKER THAN BLACK -黑之契約者-（伊夏克）
- 獵魔戰記（宿屋的主人）
- CLANNAD（紳士）
- 劍豪生死鬥（丹波植也齋）
- 艾瑪 第二幕（威爾海姆・莫爾德斯）
- 恐龍王（ウンガロ）
- 恐龍王 翼龍傳說（半藏）

2008年
- 波菲的漫長旅程（卡洛斯）
- 交響情人夢 巴黎篇（皮耶爾）
- 淘氣小親親（ロビンス）
- 秘密 ～The Revelation～（解說員、刑警A）
- 黑執事（蘭德爾卿）
- 魍魎之匣（里村）
- 秀逗魔導士 Revolution（海賊B）

2009年
- RIDEBACK（ヒュー・ガトーム）
- 蒼天航路（荀攸）
- 遊戲王5D's（馬爾康）

2010年
- FAIRY TAIL（裘拉·雷基斯）
- 閃光的夜襲
- 櫻桃小丸子（玩具店老闆、叔叔）
- 花丸幼稚園（土田的父親）
- 大神與七位夥伴（ハーメル）

2011年
- 名偵探柯南（山崎哲史）
- 世界一初戀2（政宗之父）

2012年
- 宇宙兄弟（茄子田茂男）
- 蠟筆小新（萬田房雄、電視中的醫生、春日部藍調〈須木鋤郎〉）

2013年
- 宇宙戰艦大和號2199（温特·塔蓝）※2012年起于电影院先行上映
- 科學超電磁砲S（醫生、旁白）
- 有頂天家族（毘沙門）
- 噬血狂襲（瀨賢生）

2014年
- 最近，妹妹的樣子有點怪？（神前哲也）
- 棺姬嘉依卡（福登）
- 恐怖殘響（島田）
- 巴哈姆特之怒 GENESIS（葛蘭）
- SHIROBAKO（河野幸泰）

2015年
- FAIRY TAIL（九鬼門 弗瀾茅斯）
- 食戟之靈（天然起司的久作）
- 亞爾斯蘭戰記（波德旺）
- 重裝武器（仕官）
- 機動戰士GUNDAM 鐵血的孤兒（托度·米路哥連）
- 阿松（西裝男）

2016年
- Dimension W －第四次元－（蒔田清純）
- 機動戰士GUNDAM UC RE:0096（賈爾·陳）
- Re:從零開始的異世界生活（李凱爾特）
- 亞爾斯蘭戰記 風塵亂舞（波德旺）
- D.Gray-man HALLOW（千年伯爵）
- TABOO TATTOO－禁忌咒紋－（阿耆多）
- 男子啦啦隊！！（陳教授）
- Active Raid－機動強襲室第八課－ 2nd（角山博滿）
- 齊木楠雄的災難（美術館·館長）
- 名侦探柯南（榊泰三 #833）
- 歌之王子殿下 真愛傳奇之星（石動玄）
- To Be Hero（老王）

2017年
- 蠟筆小新（學生）
- 數碼暴龍宇宙-應用怪獸（病毒獸）
- 學園少女突襲者 Animation Channel（諫見博士）
- 來自「没有荣耀的天才们」的故事（日语：栄光なき天才たち）（日本游泳聯盟·理事C）[1]
- 正確的卡多（俄國大使）
- 境界之輪迴 第3期（來世育藏）
- 有頂天家族2（毘沙門）
- 妖怪公寓的優雅日常（前田）
- 咕嚕咕嚕魔法陣（基塞亞）
- 血界戰線 & BEYOND（蟲〈人型〉）
- DRIVE HEAD 救援特警隊（牛頭寬治）

2018年
- OVERLORD II（史塔方·亨韦舒）
- DAME×PRINCE ANIME CARAVAN（布朗）
- 齊木楠雄的災難 第2期（討債的人）
- 賽馬娘Pretty Derby（委員長）
- 黃金神威（後藤）
- 惡魔高校D×D HERO（貝爾札德）
- 驚爆危機！Invisible Victory（羅伊·希爾斯）
- 後街女孩（小黑田徹）
- DOUBLE DECKER！道格＆基里爾（紮貝爾）
- Radiant 虛空魔境（艾多穆德）

2019年
- 輝夜姬想讓人告白～天才們的戀愛頭腦戰～（旁白[2]）
- 不愉快的妖怪庵 續（オイスケ）
- 關於我轉生變成史萊姆這檔事（葛倫多·摩邁爾）
- 盾之勇者成名錄（治療師）
- Star☆Twinkle 光之美少女（亞伯拉罕）
- 星光王子 KING OF PRISM -Shiny Seven Stars- (西園寺飛利歌)
- 凱洛與塔斯黛（ジェリー）
- 普通攻擊是全體二連擊，這樣的媽媽你喜歡嗎？（國王）
- 艾梅洛閣下II世事件簿 -魔眼蒐集列車 Grace note-（葛魯多亞·達文南特）
- 閃躍吧！星夢☆頻道（ダン・E・スミス）
- 炎炎消防隊（Dr.喬凡尼[3]）
- 歌舞伎町夏洛克（米歇爾·貝爾蒙特）
- 巴比倫（坂部藏主）
- Radiant 虛空魔境 第2期（魔法騎士、ギュリス、シャドウ）
- 魯邦三世 過去的監獄（オレジャーネ）
- 這個勇者明明超TUEEE卻過度謹慎（伊克斯佛利亞魔王）

2020年
- 籃球少年王（古賀）
- ONE PIECE（佩吉萬）
- 阿爾蒂（阿爾蒂的父親）
- 輝夜姬想讓人告白？～天才們的戀愛頭腦戰～（旁白）
- Asatir 未來的傳說故事（國王）
- 新原子小金剛
- 非槍人生NO GUNS LIFE 第2期（約翰·伯德派）
- DECA-DENCE（達基）
- 炎炎消防隊 貳之章（Dr.喬凡尼）

2021年
- 記錄的地平線 圓桌崩壞（馬爾維斯）
- 名偵探柯南（赤柴徹）
- 關於我轉生變成史萊姆這檔事 第2期（葛倫多·摩邁爾）
- 比方說，這是個出身魔王關附近的少年在新手村生活的故事（皮里多）
- 宇宙奇妙生物小鐵君（校長）
- EDENS ZERO 伊甸星原（希維爾）
- 現實主義勇者的王國重建記（馬克斯）
- MUTEKING THE Dancing HERO（馬特）
- 月與萊卡與吸血公主（莫扎伊斯基博士）
- Muv-Luv Alternative（橘雅清）
- 前輩有夠煩（部長）

2022年
- 平家物語（平時忠）
- 白領羽球部（忍足景行）
- 輝夜姬想讓人告白-超級浪漫-（旁白）
- Estab-Life Great Escape（一發屋的十一）
- 魔法使黎明期（路特拉大聖堂主教）
- 黑之召喚士（奴隸商人）
- 機動戰士GUNDAM 水星的魔女（戈多伊）
- 轉生就是劍（奧古斯特）
- BLEACH 千年血戰篇（伊江村八十千和）

2023年
- 淪落者之夜（神父）
- 我想成為影之強者！（奧里亞納國王）
- 進擊的巨人 The Final Season 完結篇（穆勒長官）
- 輝夜姬想讓人告白-永不結束的初吻-（旁白）
- EDENS ZERO 伊甸星原 第2期（希維爾）
- 決鬥大師 WIN 決鬥學園篇（AI機器人老師）
- 為美好的世界獻上爆焰！（托斯介）
- 肌肉魔法使-MASHLE-（法爾曼·克雷哥斯）
- 獻祭公主與獸王（變色龍族A）
- 天國大魔境（桑田）
- Dr.STONE 新石紀 NEW WORLD（荊棘[4]）
- 無職轉生II～到了異世界就拿出真本事～（吉納斯·哈法斯）

2024年
- 金屬口紅（老魔法士）
- 外科醫生愛麗絲（凱爾）
- 怪獸8號（德田正英[5]）
- Unnamed Memory 無名記憶（老魔法士）
- 關於我轉生變成史萊姆這檔事 第3期（葛倫多·摩邁爾）
- 神之塔 -Tower of God- 王子的歸還（阿爾米克）
- 靠廢柴技能【狀態異常】成為最強的我將蹂躪一切（西歐貝因·森蓋）
- 擅長逃跑的殿下（小笠原貞宗）
- 異世界失格（齋藤[6]）
- 重啟人生的千金小姐正在攻略龍帝陛下（貝魯侯爵）
- 蜻蛉高球 第2期（中瀨）
- 村井之戀（教導主任）

2025年
- Unnamed Memory 無名記憶 Act.2（老魔法師）
- 凍牌（黑墨鏡）
- 魔域英雄傳說（帝都的使者）
- 中禪寺老師妖怪講義錄 解謎就交給老師。（老人）
- 戀上換裝娃娃 Season 2（組長）
- 外星人姆姆（三浦）
- 新吊帶襪天使（牧場的孩子）
- 銀魂多重宇宙動畫「3年Z班銀八老師」（岡田似蔵[7]）

2026年
- 炎炎消防隊 參之章（Dr.喬凡尼[8]）

### 劇場版動畫
2010年
- 銀魂劇場版 新譯紅櫻篇（岡田似藏）

2024年
- Code Geass 奪還的Roze（岩本時男[9]）

### OVA
- 殺手阿一 THE ANIMATION EPISODE 0（父）
- 天翔少女（嶋秋嵩）

2014年
- Little Busters! EX（叔父）

2016年
- 黑色五葉草（雷布奇）※試作版、第11卷漫畫附OAD

2021年
- 輝夜姬想讓人告白？～天才們的戀愛頭腦戰～（旁白）※隨漫畫第22卷OVA同梱版發行

### 網路動畫
2024年
- 範馬刃牙 VS 拳願阿修羅（寂海王[10]）

### 電玩遊戲
- 白騎士物語（阿米爾）
- 狂野歷險 the Vth Vanguard（卡爾提克耶）
- 拳皇全明星（克劳萨.沃夫刚格）
- 白夜極光（舒瓦茲）

### 欧美影视剧配音
- 爱x死x机器人（Dicko，《桑尼的优势》）

## 外部連結
- 事務所公開簡歷（日語）